# ارکیده ریشوی مرداب
ارکیده ریشوی مرداب (نام علمی: Calochilus uliginosus) نام یک گونه از سرده ارکیده‌های ریشو است.